# Chi Hoa hiên
Chi Hoa hiên, còn gọi là Chi Huyên thảo, chi Kim châm hay chi Hoàng hoa thái (danh pháp khoa học: Hemerocallis) là một chi thực vật có hoa trong họ Thích diệp thụ, trước đây từng được đưa vào họ Loa kèn. Các giống hoa hiên rất đa dạng về màu sắc và hình dáng, là kết quả từ các nỗ lực lai tạo chuyên nghiệp. Hàng ngàn giống cây trồng đã đăng ký được đánh giá cao và nghiên cứu bởi các hiệp hội Hoa hiên địa phương cũng như quốc tế.

## Từ nguyên
Tên gọi Hemerocallis bắt nguồn từ tiếng Hy Lạp ἡμέρα (hēmera, nghĩa là "ngày", "ban ngày") và καλός (kalos, nghĩa là "đẹp").

## Các loài
The World Checklist of Selected Plant Families công nhận 19 loài tính đến  tháng 5 năm năm 2016:
- Hemerocallis citrina Baroni (đồng nghĩa H. altissima Stout, H. coreana Nakai) - Hoàng hoa thái, Kim châm (thái), Hoa hiên vàng
- Hemerocallis darrowiana S.Y.Hu
- Hemerocallis dumortieri E.Morren - Tiểu huyên thảo
- Hemerocallis esculenta Koidz. (đồng nghĩa H. pedicellata Nakai) - Huyên thảo phương Bắc
- Hemerocallis forrestii Diels - Huyên thảo tây nam
- Hemerocallis fulva (L.) L. (H. sempervirens Araki, H. sendaica Ohwi và H. aurantiaca Baker hiện nay được xem như các thứ của loài này) – Huyên thảo (萱草), vong ưu, nghi nam, hoa hiên, hoàng hoa, kim trâm thái, lộc thông
  - Hemerocallis fulva var. angustifolia Baker
  - Hemerocallis fulva var. aurantiaca (Baker) M.Hotta
- Hemerocallis hakuunensis Nakai (đồng nghĩa H. micrantha Nakai)
- Hemerocallis hongdoensis M.G.Chung & S.S.Kang
- Hemerocallis lilioasphodelus L. (đồng nghĩa H. flava (L.) L.) – Hoàng hoa thái phương Bắc, hoa hiên nhỏ
- Hemerocallis littorea Makino
- Hemerocallis middendorffii Trautv. & C.A.Mey. (bao gồm H. exaltata Stout như là H. m. var. exaltata) - Đại bao huyên thảo, hoa hiên cánh lớn
  - Hemerocallis middendorffii var. exaltata (Stout) M.Hotta
- Hemerocallis minor Mill. (đồng nghĩa H. sulphurea Nakai) - Tiểu hoàng hoa thái
- Hemerocallis multiflora Stout - Hoa hiên nhiều hoa
- Hemerocallis nana W.W.Sm & Forrest
- Hemerocallis plicata Stapf - Hoa hiên lá gẫy
- Hemerocallis taeanensis S.S.Kang & M.G.Chung
- Hemerocallis thunbergii Barr (đồng nghĩa H. serotina Focke, H. vespertina Hara)
- Hemerocallis yezoensis H.Hara
- Hemerocallis nana W.W.Sm. & Forrest

### Lai ghép
- Hemerocallis × exilis Satake
- Hemerocallis × fallaxlittoralis Konta & S.Matsumoto

## Sử dụng trong ẩm thực

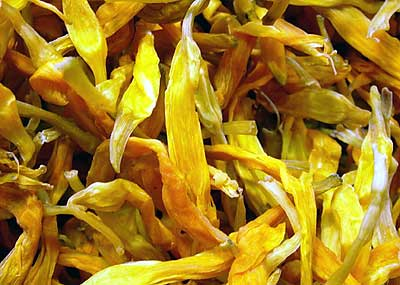
Kim châm khô

Hoa của một số loài trong chi này ăn được, sử dụng trong ẩm thực Trung Hoa, như các món canh chua cay, mộc tu nhục và la hán trai. Chúng được bán trong các khu chợ, siêu thị ở châu Á với các tên như Kim châm (金針), Hoàng hoa thái (黃花菜). Lá non và thân rễ của một số loài cũng ăn được.

## Hình ảnh

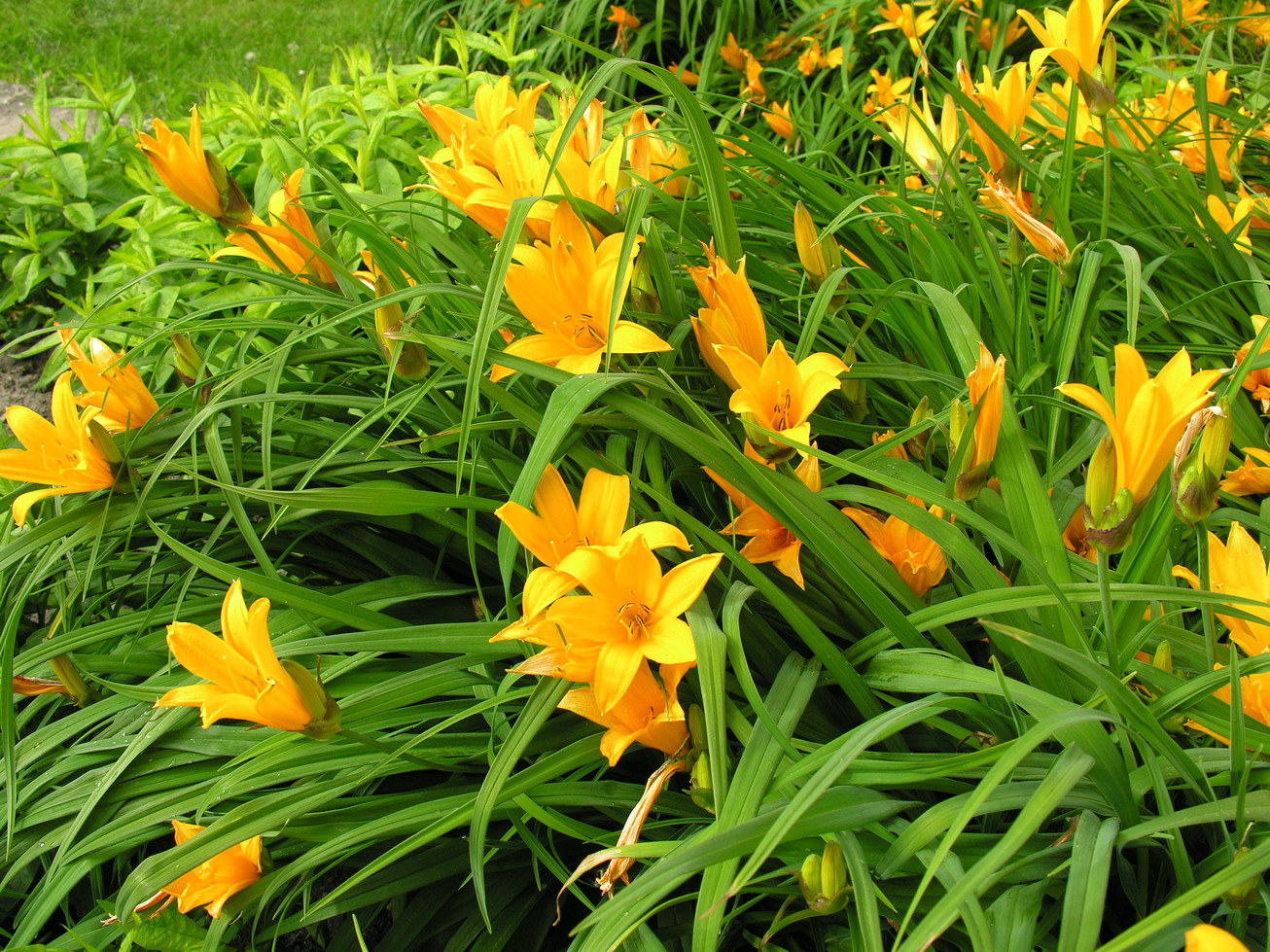
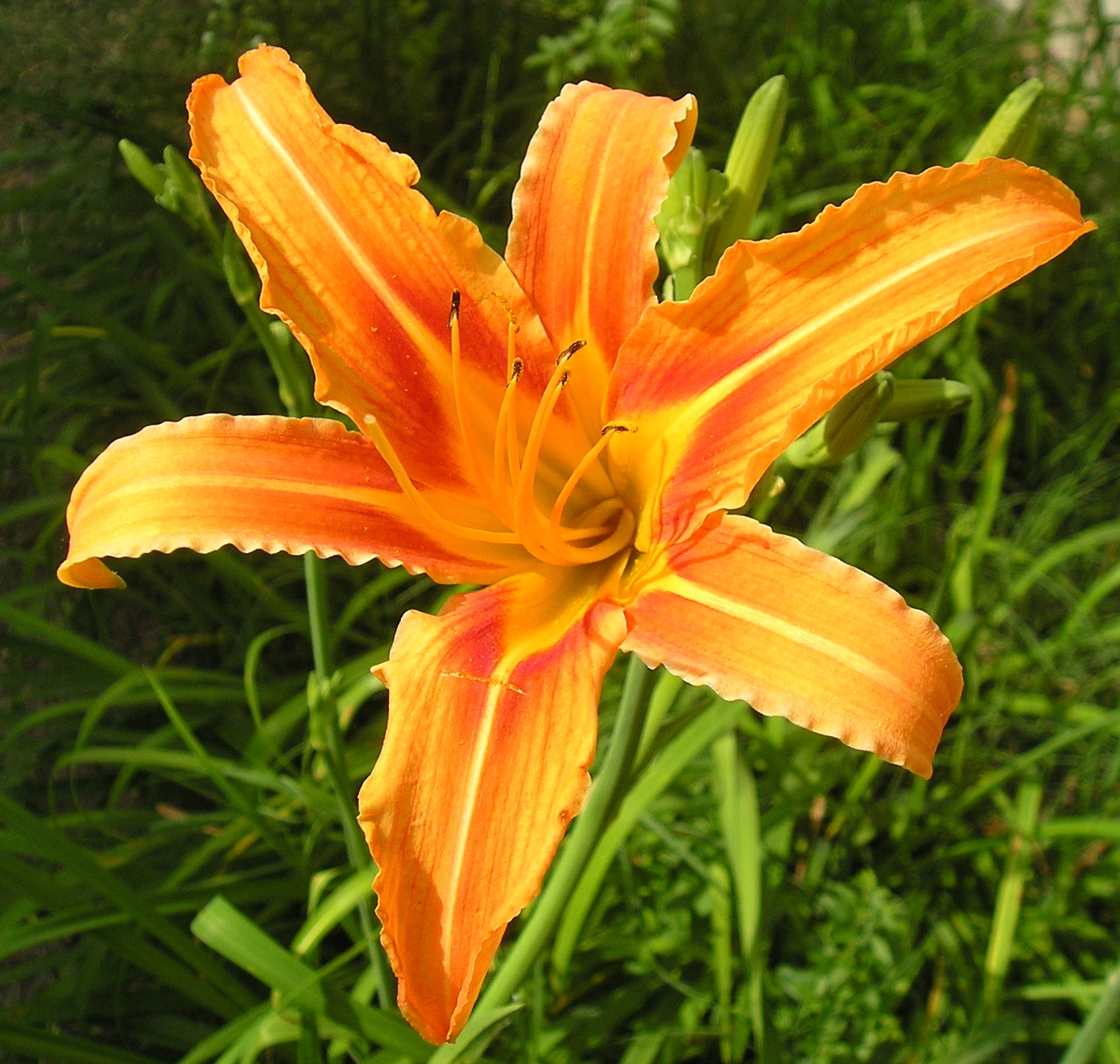
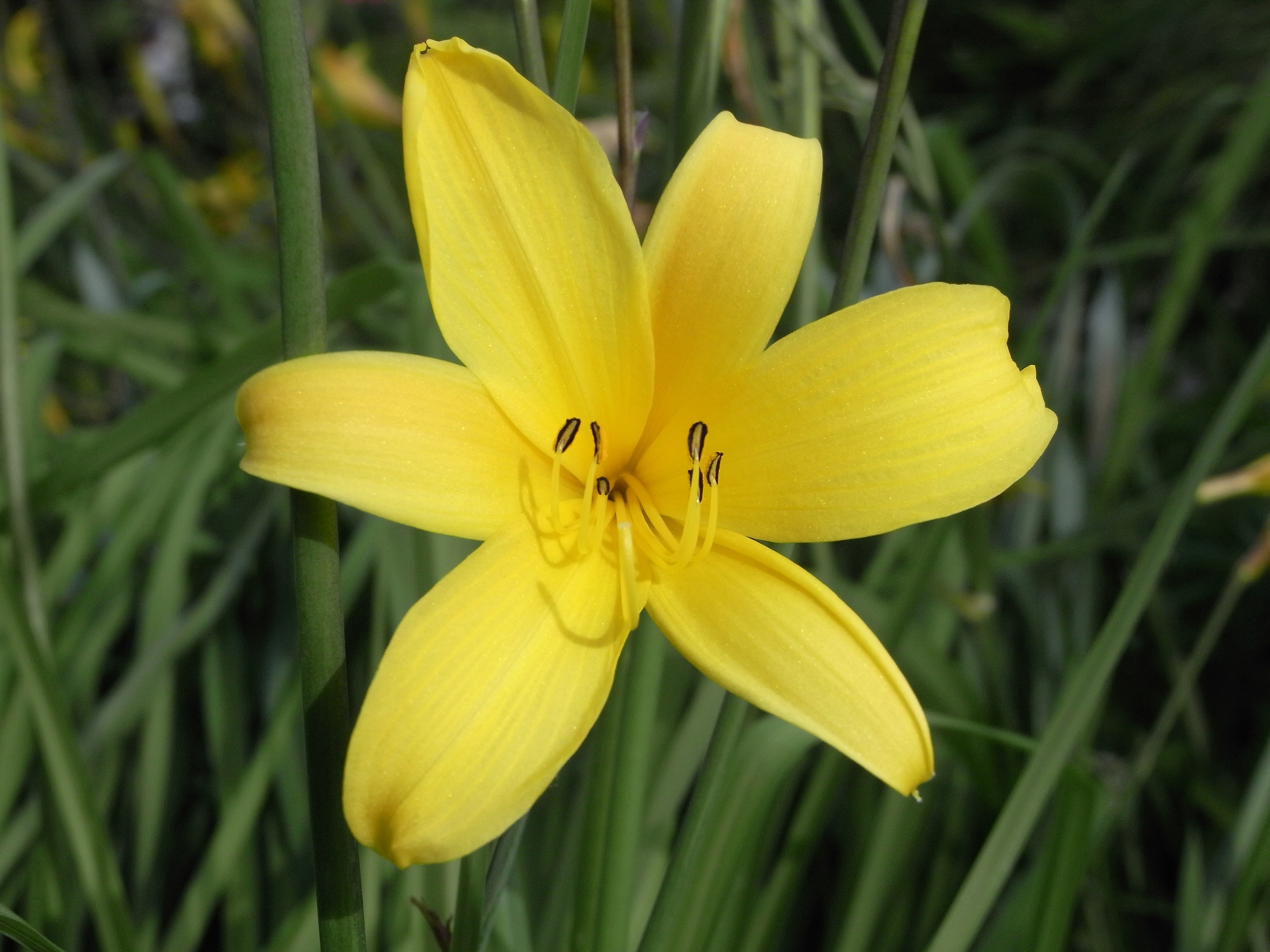
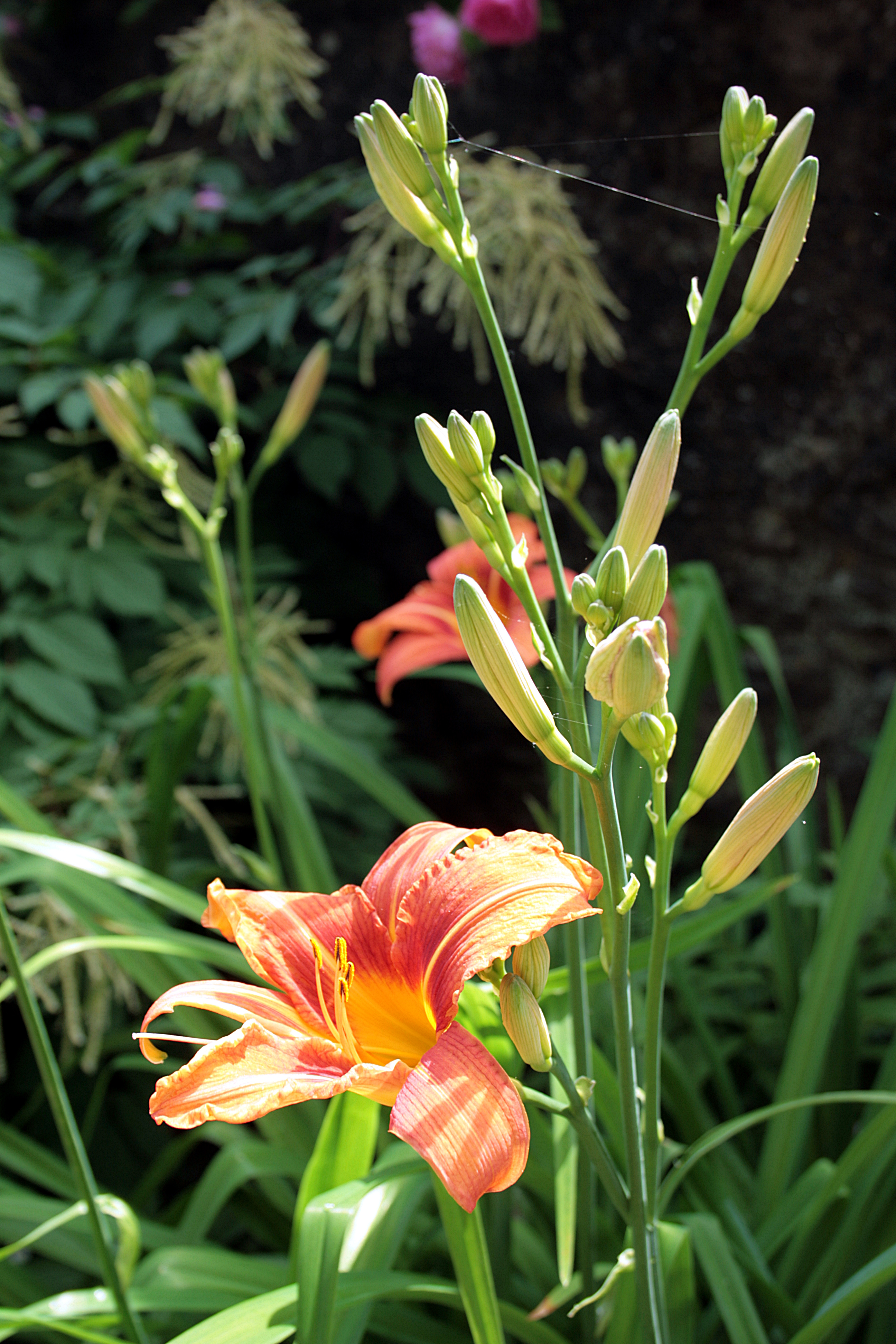